# Birthe Kjær
Birthe Kjær (ur. 1 września 1948 w Aarhus) – duńska piosenkarka popowa. Karierę rozpoczęła w późnych latach 60. Kjær zgłaszała swoją kandydaturę do reprezentowania Danii w Konkursie Piosenki Eurowizji w latach 1980, 1986 i 1987. Wybrana została w 1989 z piosenką kabaretową pt. „Vi maler byen rød” („Malujemy miasto na czerwono”). Podczas występu w Lozannie ostatecznie zajęła 3. miejsce.
Kjær poprowadziła Konkurs Eurowizji w 1990 razem z Dario Campeotto. W 1991 bezskutecznie próbowała reprezentować swój kraj z piosenką „Din musik, min musik”.
W czerwcu 2004 jej singiel nagrany z Safri Duo pt. „Hvor’ vi fra?” (hymn reprezentacji Danii podczas Mistrzostw Europy w Piłce Nożnej 2004) osiągnął status złotej płyty z 4900 sprzedanych egzemplarzy.
Jesienią 2005 wzięła udział w drugim sezonie duńskiej edycji formatu Dancing with the Stars (Vild med dans), ale wycofała się po ataku serca.

## Dyskografia
| Rok  | Album                            | Pozycja na liście |
| Rok  | Album                            | DEN               |
| ---- | -------------------------------- | ----------------- |
| 2001 | Længe leve livet                 | 25                |
| 2003 | På en fransk altan               | 20                |
| 2005 | 6 originale albums fra 1969 – 77 | 10                |
| 2006 | Lys i mørket                     | 19                |
| 2007 | Let It Snow                      | 15                |
| 2008 | Gennem 40 år                     | 10                |
| 2011 | Smile                            | 10                |
| 2013 | Birthe                           | 5                 |

## Filmografia
- Revykøbing kalder (1973)
- Jydekompagniet (1988)
- Max (2000)